# Parafia Zesłania Ducha Świętego w Lalikach
Parafia Zesłania Ducha Świętego w Lalikach – parafia rzymskokatolicka znajdująca się w Lalikach. Należy do dekanatu Milówka diecezji bielsko-żywieckiej. 

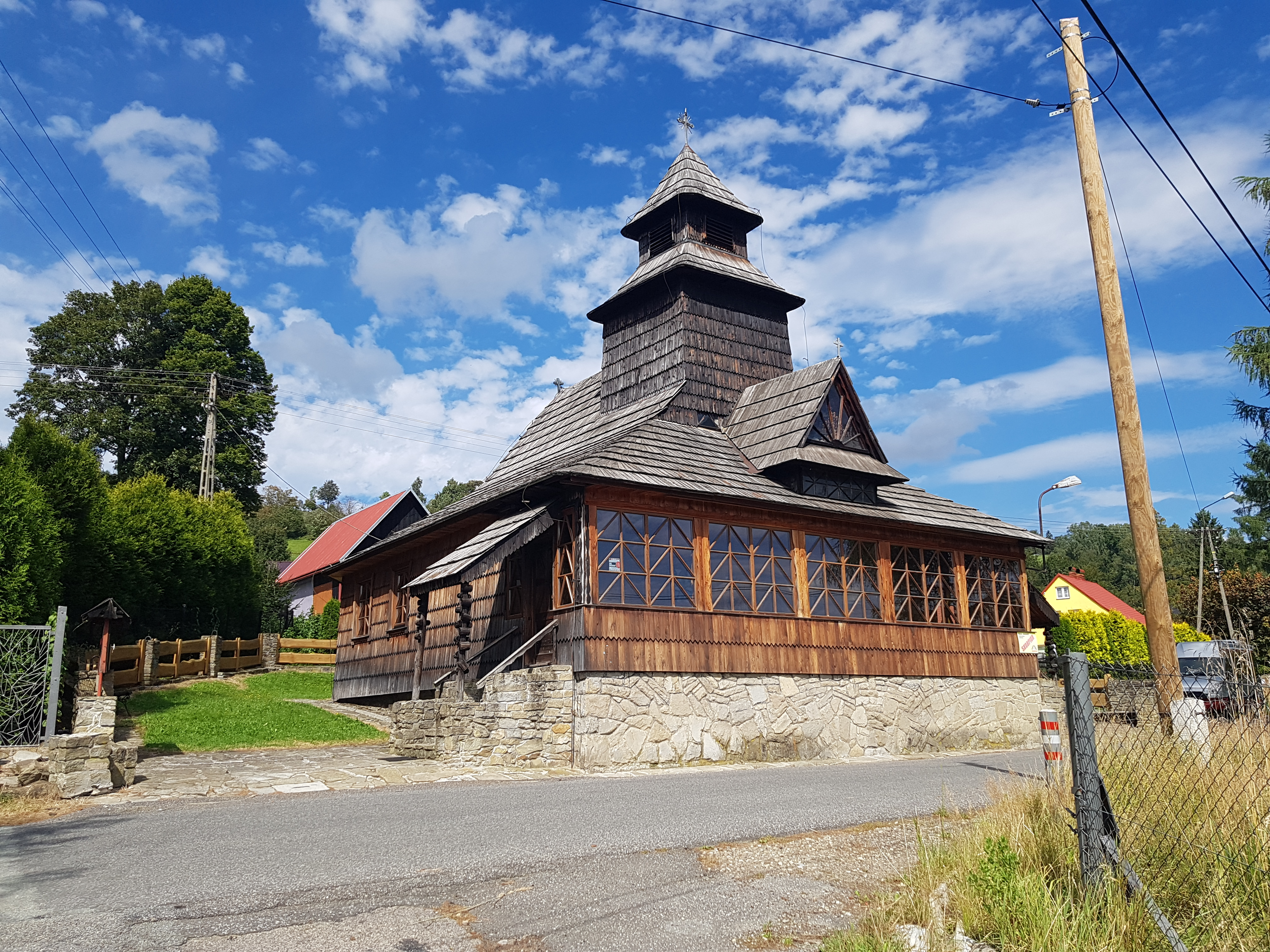
Kościół filialny Najświętszej Maryi Panny Nieustającej Pomocy w Lalikach

Do 1948 obszar obecnej wsi Laliki był częścią miejscowości Szare i znany był jako Szare Gronie. W przysiółku Tarliczne znajduje się kapliczka z 1688. Z kolei na Pawlicznem jest murowana kamienna kaplica pw. Narodzenia Najświętszej Maryi Panny postawiona przez Szczepana Kuśnierza w 1826. W przysiółku zwanym Pochodzita wzniesiono około 1890 drewnianą kaplicę z dzwonnicą, zastąpioną w 1917 nową. Uległa ona spaleniu w czasie II wojny światowej. Trzecia kaplica w tym miejscu stanęła w 1947. Do tej od 1948 położonej w nowej miejscowości Laliki kaplicy przyjeżdżali co dwa tygodnie księża z parafii w Milówce. W 1965 r. kaplica została rozbudowana i przyjęła obecny wygląd. 
W latach 1985–1990 wzniesiony został obecny budynek kościoła parafialnego pw. Ducha Świętego w przysiółku Kasperki. Parafia w Lalikach pod wezwaniem Zesłania Ducha Świętego erygowana została w 1989.